# Уварыш
Уварыш — река в Тюменской области России, протекает по Заводоуковскому гордоскому округу и Ялуторовскому району. Устье реки находится в 8,6 км от устья Коктюли по правому берегу. Длина реки составляет 36 км.

## Данные водного реестра
По данным государственного водного реестра России относится к Иртышскому бассейновому округу, водохозяйственный участок реки — Тобол от впадения реки Исеть и до устья, без рек Тура, Тавда, речной подбассейн реки — Тобол. Речной бассейн реки — Иртыш.
Код объекта в государственном водном реестре — 14010502612111200004148.